# Zeyvə (İsmayıllı)
Zeyvə è un comune dell'Azerbaigian situato nel distretto di İsmayıllı. Conta una popolazione di 1 003 abitanti.